# Hög fördragsslutande part
Hög fördragsslutande part är inom internationell rätt den som ingår ett mellanstatligt avtal eller traktat (fördrag) på signatärstatens vägnar. 

## Bakgrund
Hög fördragsslutande part är det ämbete eller institution som har behörighet att slutföra ratifikation av avtalet på sin signatärstats vägnar. Vanligtvis ligger befogenheten hos statschefen. I de flesta stater krävs dock att avtalet godkänns av landets lagstiftande församling som en del i ratifikationsprocessen för att avtalet ska få bindande rättslig verkan.
Enligt Wienkonventionen om traktaträttens artikel 7 kan den höga fördragsslutande parten bemyndiga andra att underteckna ett fördrag genom delegation. Dessutom presumeras landets statschef, regeringschef och utrikesminister automatiskt inneha ett sådant bemyndigande utan krav på särskild fullmakt.
Samma bemyndigande gäller även beskickningschefer vid undertecknande av bilaterala avtal med den mottagarstat där vederbörande är ackrediterad, liksom diplomater som ackrediterats vid en internationell organisation eller specifik konferens för antagande av en traktattext.

## Sverige
I Sverige är det regeringen som utgör hög fördragsslutande part. Det regleras i regeringsformens tionde kapitel. Av samma lag följer att vissa traktat måste godkännas av riksdagen innan regeringen signerar.
Likt övriga regeringsbeslut fattas beslutet att ingå traktat kollektivt av regeringens ledamöter. Därefter kan själva undertecknandet ske av exempelvis statsministern eller utrikesministern, med stöd av Wienkonventionen som nämnts ovan.
Före 1974 års regeringsform följde Sverige den internationella huvudregeln, där kungen i egenskap av statschef, var hög fördragsslutande part.